# Joseph Thouvenin
Pour les articles homonymes, voir Thouvenin.
Joseph Thouvenin, né le 6 septembre 1791 à Paris et mort le 9 janvier 1834, est un relieur français, élève de François Bozerian, l'un des relieurs les plus prolifiques de son temps. C'est un des trois relieurs les plus importants du XIXe siècle et de la Restauration en particulier, avec René Simier et Jean-Georges Purgold.

## Œuvre
Joseph Thouvenin renouvela la reliure, notamment en créant les reliures « à la fanfare », avec Charles Nodier, et en remettant au goût du jour les reliures dites « cathédrale ».
Par ailleurs, outre les reliures plus bibliophiliques, son atelier recevait chaque année 3000 commandes, qui furent exécutées essentiellement en demi-reliures typiques de Joseph Thouvenin. Ces reliures contribuèrent aussi à sa renommée par leur qualité.
Le catalogue de l'exposition de la Société de la reliure originale (Paris, BNF, 1953) présentait des décors romantiques exécutés par les relieurs de la famille Thouvenin. Joseph Thouvenin, l'aîné, de 1813 à 1834 ; Joseph Thouvenin, jeune, frère du premier de 1822 à 1844 et François Thouvenin, mort en 1832. De ce dernier, on connaît une reliure signée : L'Iliade d'Homère (édition Paris, Belin-Mandar, 1830, 2 volumes).
À la Mort de Thouvenin, Muller, son élève, reprit l'atelier mais mourut en 1836, après seulement 2 ans. Certaines sources disent aussi qu'il n'a pas su conserver l'atelier et qu'il l'a cédé à Niédrée.
Koehler, un autre élève de Thouvenin, reprit aussi une partie de la clientèle de Thouvenin.

## Galerie

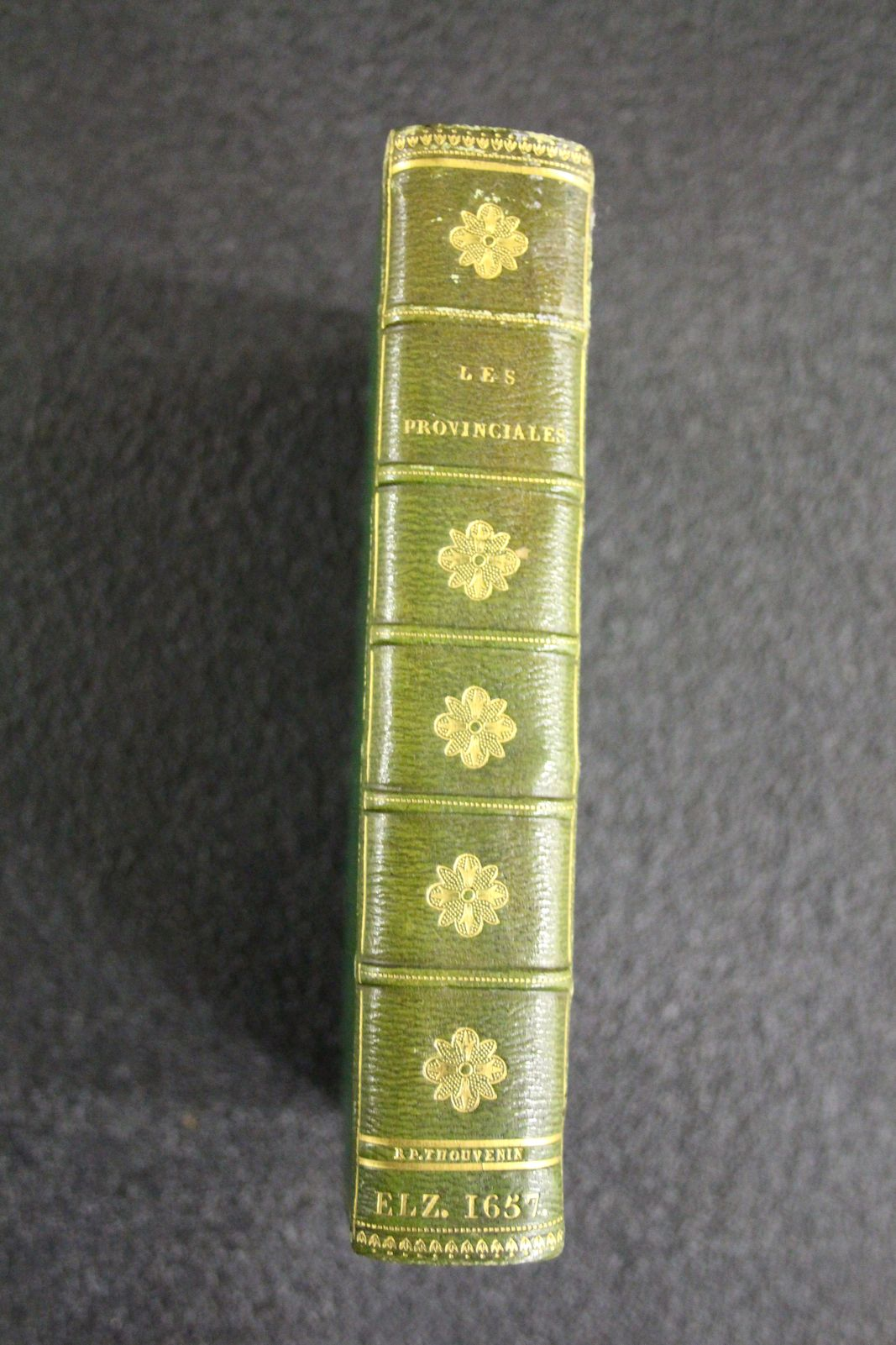
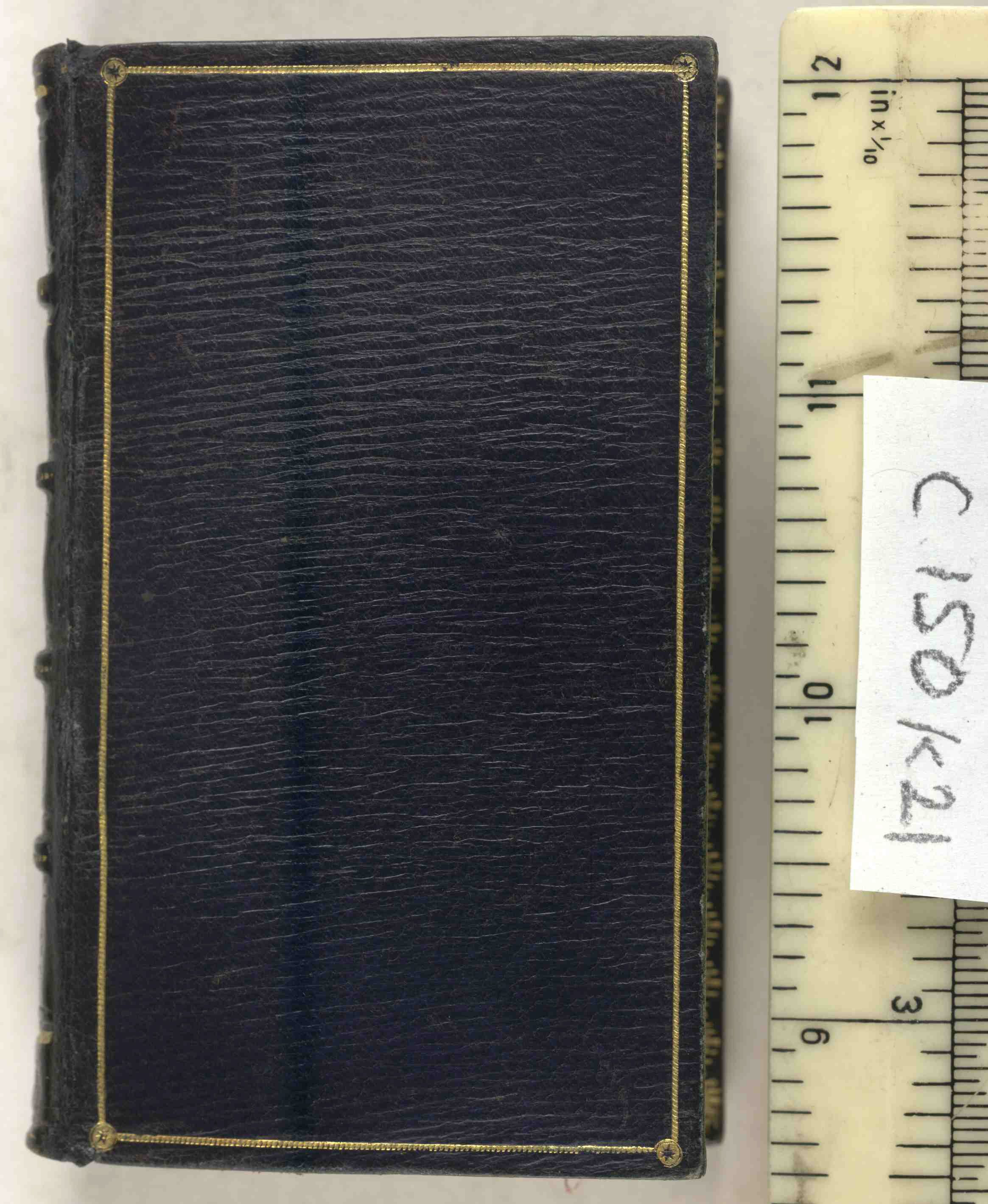
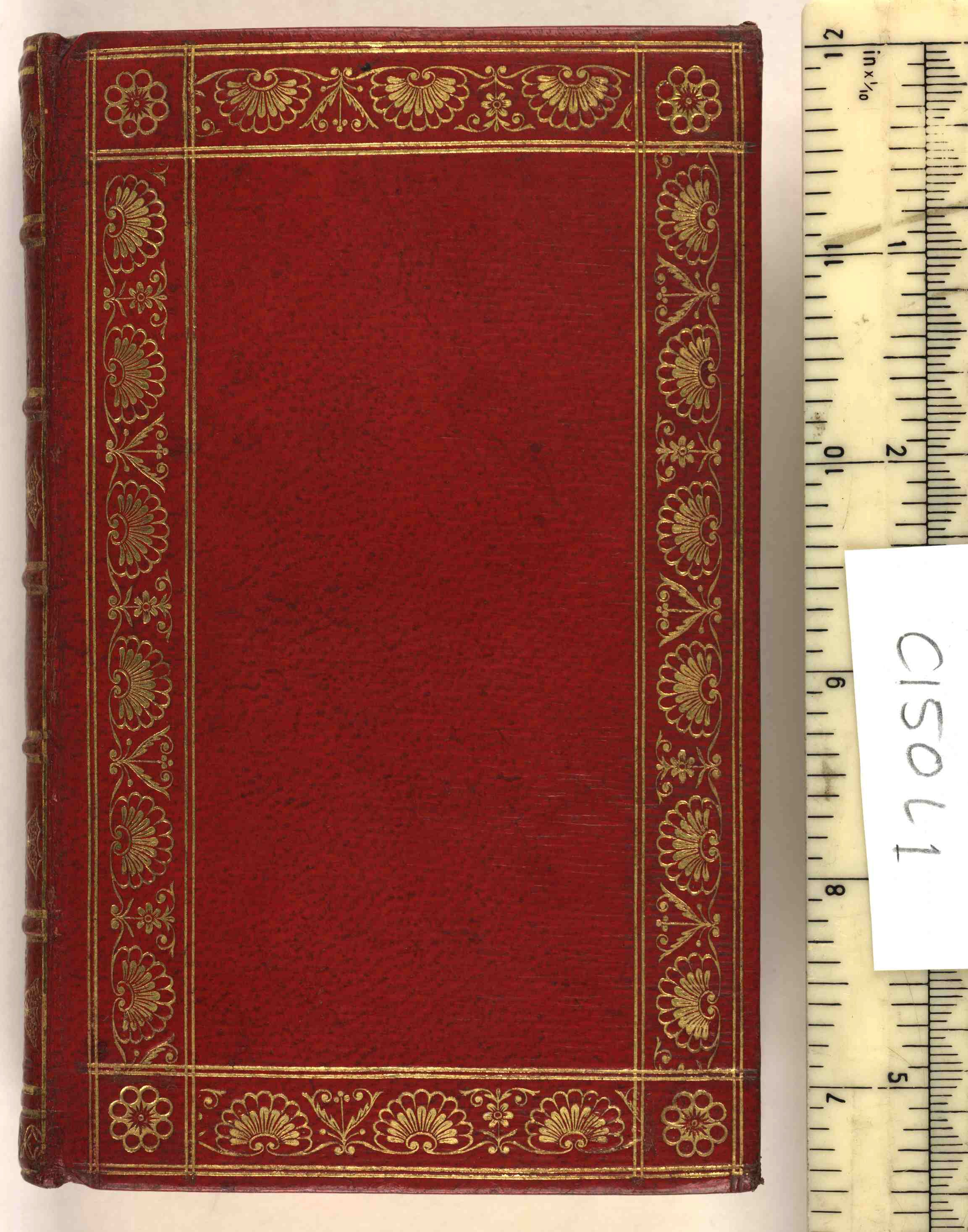